# Баранов, Павел Александрович (агрохимик)
Павел Александрович Баранов (25 февраля 1899, Иваново-Вознесенск Российская империя — 24 октября 1985, Москва СССР) — советский агрохимик, академик ВАСХНИЛ (1948—85).

## Биография
Родился Павел Баранов 25 февраля 1899 года в Иваново-Вознесенске (Иваново). В начале 1920-х годов поступил в Иваново-Вознесенский политехнический институт, который окончил в 1925 году. В дополнении к этому поступил ещё и в Иваново-Вознесенский химико-технологический институт, который окончил в 1931 году уже под иным названием — Ивановский химико-технологический институт. В 1931 году переехал в Москву, где с 1931 по 1932 год работал в институте агрохимии и почвоведения. В 1932 году устроился на работу во Всесоюзный институт удобрений и агропочвоведения и проработал там всю оставшуюся жизнь, при этом с 1945 года занимал должность профессора, с 1948 года заведовал лабораторией минеральных удобрений, а с 1965 года занимал должность научного консультанта. Жил и работал в Москве по адресу Большая Калужская улица, 13 (с 1957 года — Ленинский проспект) (с 1940 по 1962 год).
Скончался Павел Баранов 24 октября 1985 года в Москве.

## Научные работы
Основные публикации посвящены изучению очагового питания растений и процессов превращения гранулированных и жидких удобрений в почве в зависимости от способов их внесения, разработке методов определения потребности почв в удобрениях и общим вопросам почвоведения. Автор 200 научных работ, ряд из которых опубликован за рубежом.
- О применении аммиачной селитры в качестве удобрения в растворе // Химизация социалистического земледелия. 1934. № 3. С. 82-85.
- Применение удобрений / соавт.: Ю. А. Поляков и др. — М.: Сельхозгиз, 1945. — 186 с. — (Передовой опыт в сел. хоз-ве).
- О свойствах гранулированных удобрений / соавт. М. В. Данкова // Доклады ВАСХНИЛ. 1952. № 1. С. 3-8.
- Калийные удобрения и их применение / соавт. Д. А. Кореньков. — М.: Сельхозгиз, 1956. — 96 с.
- Жидкие азотные удобрения / соавт.: Д. А. Кореньков, И. В. Павловский. — М.: Сельхозгиз, 1961. — 157 с.
- Научные основы и рекомендации по применению удобрений в Нечерноземной зоне Европейской части РСФСР / соавт.: Д. А. Кореньков и др. — М.: Россельхозиздат, 1976. — 255 с.

## Награды и премии
- 1949 — Орден Трудового Красного Знамени.
- 1954 — Орден Трудового Красного Знамени.
- 1973 — Премия имени Д.Н. Прянишникова АН СССР.
- Орден Знак Почёта.
- Две научные медали СССР.